# Cataglyphis laevior
Cataglyphis laevior är en myrart som beskrevs av Santschi 1929. Cataglyphis laevior ingår i släktet Cataglyphis och familjen myror. Inga underarter finns listade.

## Bildgalleri

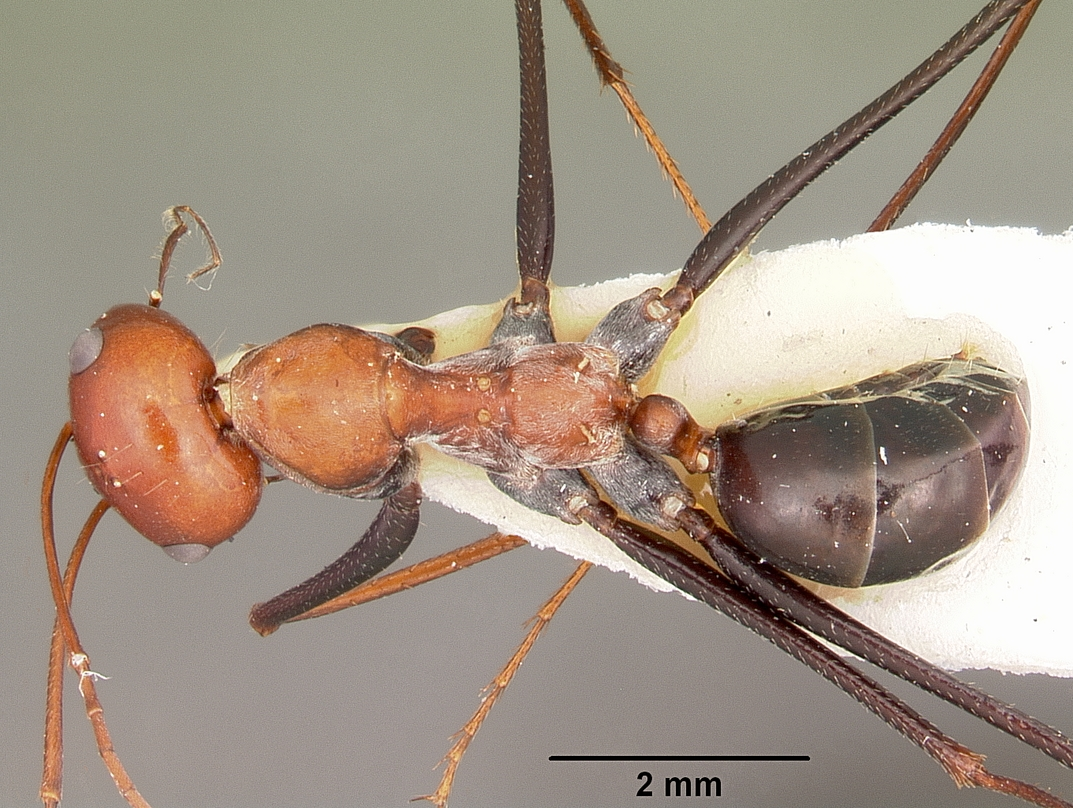
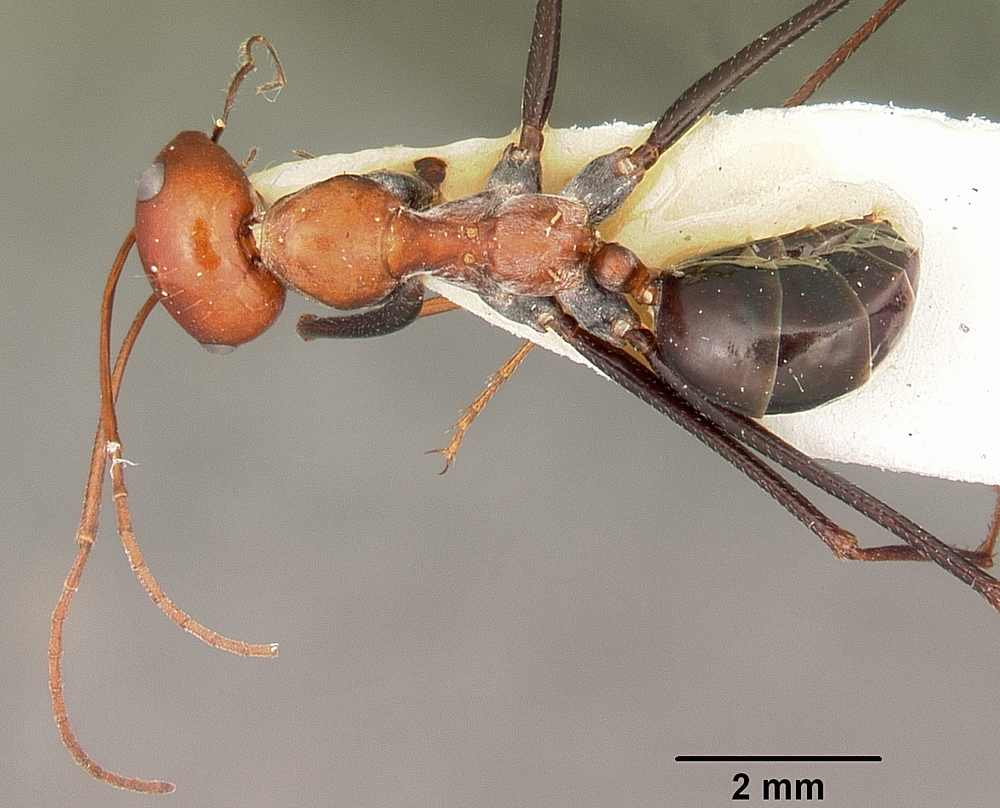
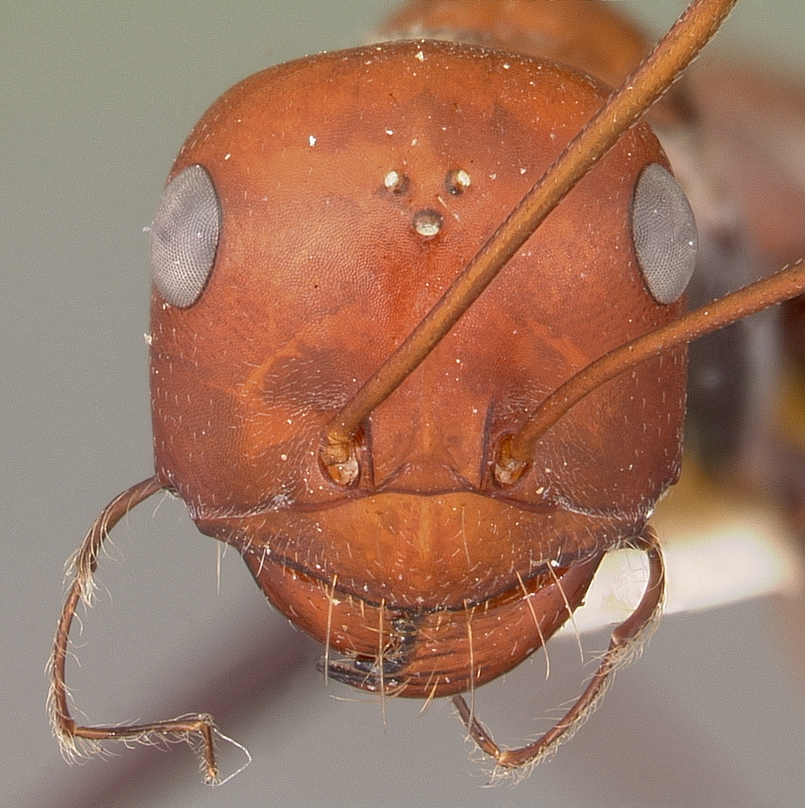
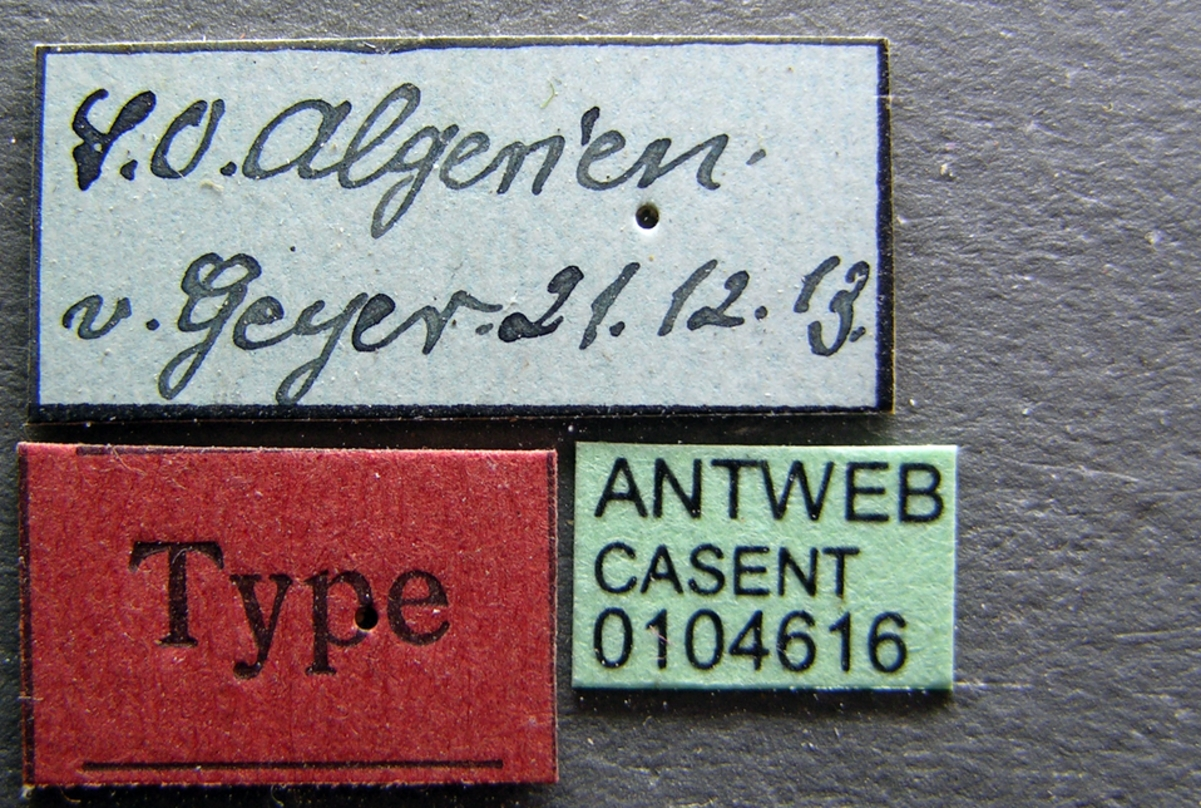
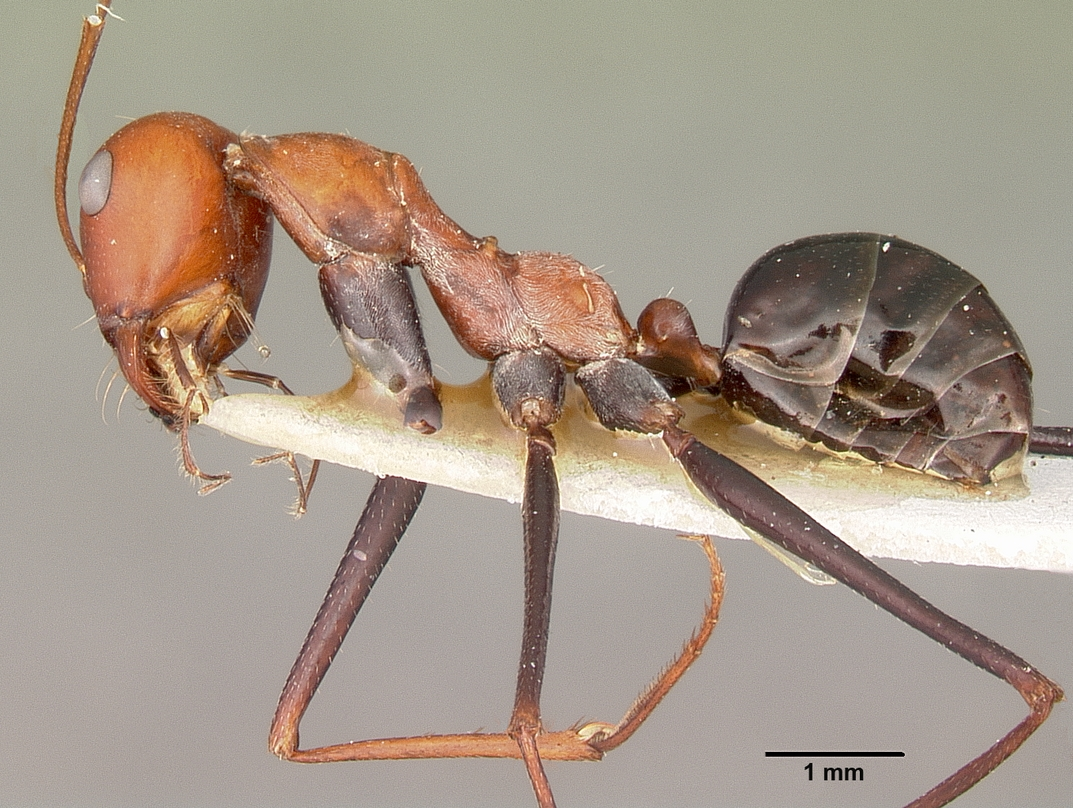